# Kinngait

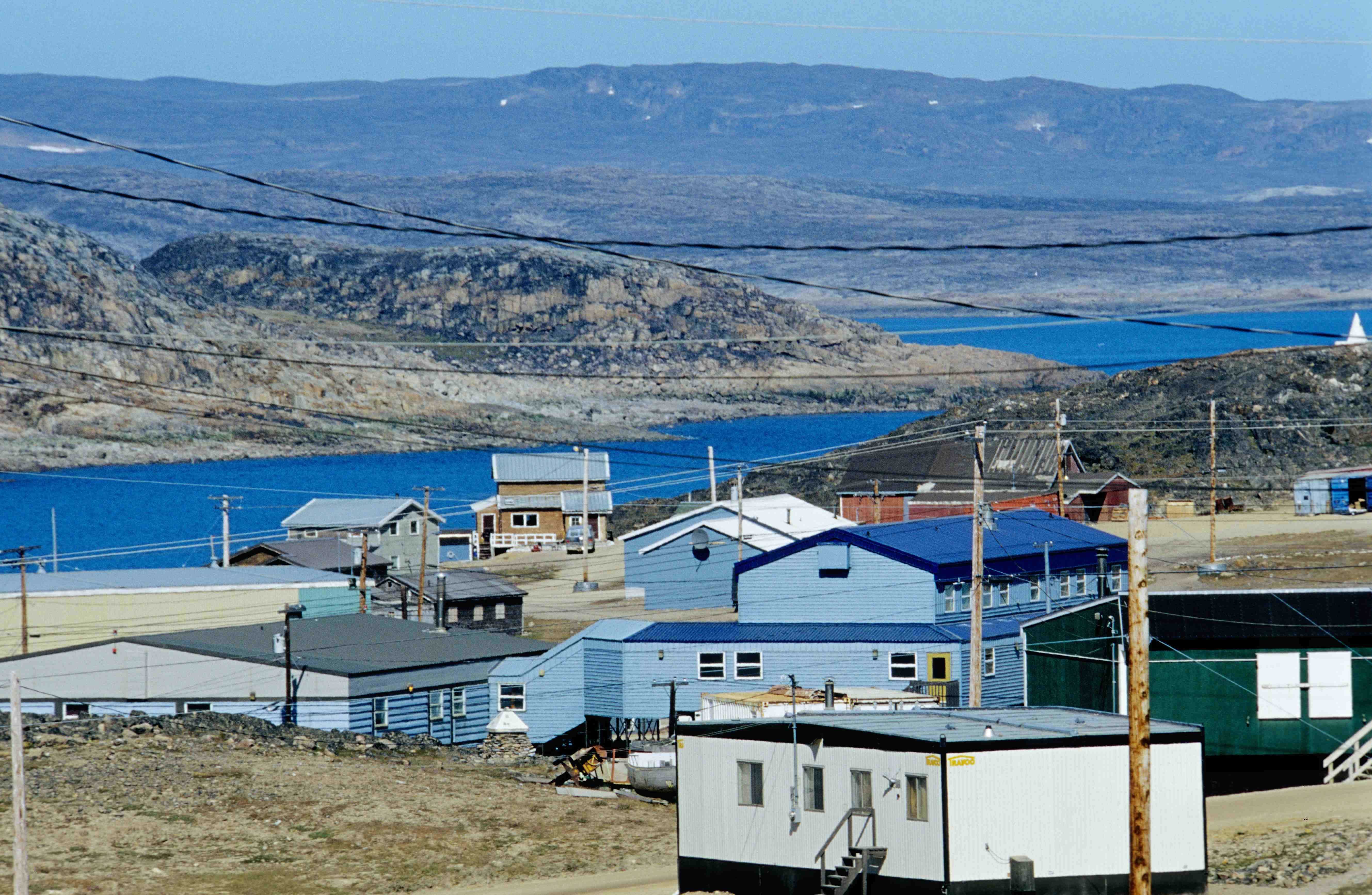
Sommer in Cape Dorset; im Mittelgrund die Nachbarinsel Mallikjuaq; im Hintergrund die Küste der Foxe-Halbinsel (Baffin-Insel)

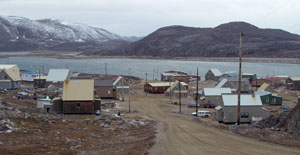
Cape Dorset im September 2005

Kinngait („hohe Berge“, Inuktitut ᑭᙵᐃᑦ, bis 2020 Cape Dorset) ist eine rund 1400 Einwohner zählende Inuit-Siedlung im kanadischen Territorium Nunavut. Sie liegt etwa 450 km westlich von Iqaluit auf einer gleichnamigen kleinen Insel, die der Foxehalbinsel (südwestlicher Teil der Baffin-Insel) vorgelagert ist.

## Geschichte
Cape Dorset hat einer ganzen Kultur, der Dorset-Kultur, den Namen verliehen, als dort der Anthropologe Diamond Jenness 1925 seine Suche nach einer untergegangenen Paläo-Eskimo-Kultur mit Erfolg krönen und nachweisen konnte, dass die Region seit Jahrtausenden besiedelt ist.
Die Hudson’s Bay Company errichtete hier 1913 einen Handelsposten. 1938 entstand zunächst eine römisch-katholische Kirche (1960 wieder aufgegeben), 1953 eine anglikanische Kirche. Die erste Schule und die erste Krankenstation wurden 1950 etabliert. Der eigentliche Aufbau der Siedlung begann Anfang der 1950er Jahre.
Im Februar 2020 wurde die Änderung des Gemeindenamens, nach einer Abstimmung in der Gemeinde und einem entsprechenden Antrag, durch die Regierung des Territoriums offiziell genehmigt und aus „Cape Dorset“ wurde „Kinngait“.

## Kultur
Außergewöhnliche Bedeutung besitzt Gemeinde auf dem Gebiet der Inuit-Kunst („Inuit Art Capital“, Hauptstadt der Inuit-Kunst). Den Grundstock dafür legten James und Alma Houston, die sich 1951 für ein Jahrzehnt hier niederließen und das ungewöhnlich große Potential an künstlerischer Begabung und Kreativität bei den Inuit erkannten. Sie förderten das Gestalten von ausdrucksvollen Skulpturen. Als Rohstoffe dienen unter anderem Serpentin („Schlangenstein“, Steatinit) und Serpentinit (Serpentinschiefer) sowie Dolomit (Calcium-Magnesium-Carbonat), Quarz (Siliciumdioxid) und andere Gesteinsarten wie Marmor (Calciumcarbonat), selten das für künstlerische Figuren zu weiche Steatit („Speckstein“). Das Material stammt überwiegend von Steinbrüchen der Andrew Gordon Bay am nördlichen Ufer der Hudson Strait. Vor allem aber führten die Houstons europäische Steindrucktechniken (Lithografie, Steinschnitt, Aquatinta-Radierung) ein. Als Zentrum entstand die von 1962 bis zur Jahrtausendwende von Terry Ryan als Nachfolger James Houstons geleitete West Baffin Eskimo Co-operative.
Von Kinngait aus kann man bei Ebbe zu Fuß, sonst mit dem Boot und im Winter mit dem Schneemobil zur Nachbarinsel Mallikjuaq (übersetzt: „große Welle“) gelangen, auf der sich der Mallikjuaq-Territorialgeschichtspark mit einer Vielzahl von Relikten aus der Thule- und auch der Dorset-Zeit befindet.

## Trivia
In Frank Schätzings Weltbestseller Der Schwarm findet die Gemeinde, noch unter dem Namen „Cape Dorset“, als Heimatort des Walspezialisten Leon Anawak Erwähnung.